# Lungmossor
Lungmossor förekommer även ibland som benämning på Lunglav.
Lungmossor (Marchantia) är ett släkte av bållevermossor, utbredd över hela jorden. De förekommer främst på kulturpåverkad mark. Bland arterna märks bland annat lungmossa och nordlungmossa.
De förekommer allmänt i Sverige både på fuktig och torr jord samt på murar och klippor. Lungmossor har en 3–15 centimeter lång och 1–2 centimeter bred grön bål, som på översidan bär dels skaftade, skivformiga hanliga, dels skaftade, stjärnformigt stråliga honliga blomställningar, dels oskaftade bägarlika groddkornskålar.
Lungmossor har använts inom folkmedicinen, och även torkats och malts till mjöl som nödföda.